# قتل سونیک خارپشت
قتل سونیک خارپشت (به انگلیسی: The Murder of Sonic the Hedgehog) یک بازی ویدئویی رمان تصویری اشاره و کلیکی توسعه‌یافته توسط سگا سوشیال تیم می‌باشد که در سال ۲۰۲۳ توسط سگا برای مک‌اواس و ویندوز از طریق استیم منتشر گردید. 